# Alexander Klöpping
Alexander Paul Klöpping (Oss, 21 januari 1987) is een Nederlands techjournalist en ondernemer. Hij verwierf bekendheid als vaste gast bij De Wereld Draait Door. Ook richtte hij de journalistieke platforms Blendle en Een podcast over media (POM) op.

## Biografie

### Opleiding
Klöpping studeerde Nieuwe media aan de Universiteit van Amsterdam. Hij beschouwt zichzelf als een nerd. Op zijn 16e richtte hij het internetbedrijf The Gadget Company op. In 2005 verbleef hij in de Verenigde Staten en participeerde daar in de verkiezingscampagne van zowel de Democratische als Republikeinse partij. Dit leidde tot een scriptie over de verkiezingscampagne van Barack Obama.

### Televisie (2009–heden)
Na zijn terugkeer in Nederland was hij actief als redacteur op een aantal internetredacties. Sinds 2009 is Klöpping ook regelmatig op televisie te zien geweest. Zo produceerde en presenteerde hij het internetnieuws voor Bij ons in de BV en SchoolTV. Hij werd echter vooral bekend vanwege zijn regelmatig terugkerende optredens als internetdeskundige en gadgetrecensent in De Wereld Draait Door. Daarnaast was Klöpping adviseur van het Mediafonds en lid van de vakjury van TV Lab.
In 2011 bracht Klöpping zijn eerste boek uit: Wikileaks, alles wat je niet mocht weten. In 2013 richtte hij de website Universiteit van Nederland op, dat lezingen organiseert en publiceert. Zelf maakte hij dat jaar drie afleveringen voor DWDD University over de geschiedenis, het heden en de toekomst van Silicon Valley. Later maakte hij met Jort Kelder de serie Kelder & Klöpping, die in 2019 werd uitgezonden.

### Blendle (2014–2021)
Samen met Marten Blankesteijn richtte Klöpping het nieuws- en journalistiekplatform Blendle op, dat gelanceerd werd in april 2014. Aanvankelijk betaalden lezers per artikel uit een verzamelplatform met artikelen uit de belangrijkste dertig Nederlandse kranten en tijdschriften. In 2019 werd hier echter van afgestapt en ging het bedrijf over naar een abonnementsmodel. Een jaar later werd Blendle verkocht aan het vergelijkbare, maar grotere, Franse Cafeyn. Door deze overname schoof Klöpping door naar het bestuur van Cafeyn. Op 7 januari 2021 maakte Klöpping bekend aan het einde van die maand te vertrekken bij Blendle.

### Podcast
Samen met medeoprichter van De Correspondent Ernst-Jan Pfauth produceert hij wekelijks Een podcast over media, bij podcastnetwerk Dag en Nacht Media.

## Privé
Sinds 2007 is hij samen met zijn vriendin, met wie hij in Amsterdam woont.

### Bestseller 60
| Boeken met noteringen in de Nederlandse Bestseller 60 | Jaar van verschijnen | Datum van binnenkomst | Hoogste positie | Aantal weken | Opmerkingen                           |
| ----------------------------------------------------- | -------------------- | --------------------- | --------------- | ------------ | ------------------------------------- |
| Co-intelligentie                                      | 2024                 | 16-10-2024            | 1(1wk)          | 45*          | voorwoord voor boek van Ethan Mollick |